# Propansyre
Propansyre er en naturligt forekommende carboxylsyre med den kemiske formel CH3CH2COOH. 
Propansyre har trivialnavnet propionsyre, af græsk protos ("først") og pion ("fedt"), hvilket hentyder til, at propansyre er den mindste carboxylsyre med fedtsyrelignende egenskaber. Forleddet prop- der benyttes i navnet propan og mange andre systematiske navne for organiske forbindelser med tre carbonatomer, stammer fra navnet propionsyre.
Propansyre fremstår under standardbetingelser som en farveløs væske med en ubehagelig lugt. Propansyres korresponderende base kaldes propanoat eller propionat og har formlen CH3CH2COO−. Salte og estre af propansyre kaldes ligeledes propanoater eller propionater.